# Västertjärnen (Linsells socken, Härjedalen)
Västertjärnen är en sjö i Härjedalens kommun i Härjedalen och ingår i Ljusnans huvudavrinningsområde. Sjön har en area på 0,0775 kvadratkilometer och ligger 794,1 meter över havet.

## Delavrinningsområde
Västertjärnen ingår i det delavrinningsområde (689770-136477) som SMHI kallar för Mynnar i Nörder-Strån. Medelhöjden är 811 meter över havet och ytan är 10,26 kvadratkilometer. Det finns inga avrinningsområden uppströms utan avrinningsområdet är högsta punkten. Vattendraget som avvattnar avrinningsområdet har biflödesordning 5, vilket innebär att vattnet flödar genom totalt 5 vattendrag innan det når havet efter 328 kilometer. Avrinningsområdet består mestadels av skog (34 procent) och sankmarker (55 procent). Avrinningsområdet har 0,08 kvadratkilometer vattenytor vilket ger det en sjöprocent på 0,8 procent.